# 162-es busz (Budapest, 1977–2008)
A budapesti 162-es jelzésű autóbusz Rákoskeresztúr, városközpont és a Kucorgó tér között közlekedett körforgalomban. Az ellenkező irányban a 161-es busz járt. A vonalat a Budapesti Közlekedési Zrt. üzemeltette.

## Története
1977. augusztus 1-je előtt a 62-es busz az Állomás utca és Rákoskert, a 62A Állomás utca és Ferihegyi út, a 62B pedig Ferihegyi út és Rákoskert között közlekedett. Az átszámozásokkal egyszerre az útvonalak is módosultak, a 62-est visszavágták a Ferihegyi útig, a 62B pedig a 162-es jelzést kapta.
2008. szeptember 5-én megszűnt a járat, helyét a Keresztúr-buszból lett, meghosszabbított útvonalon közlekedő 202E busz vette át. A 62-est meghosszabbították Rákoskertig és a 162-es jelzést kapta.

## Útvonala
| Rákoskeresztúr, városközpont → Kucorgó tér → Rákoskeresztúr, városközpont                                                       |
| --- |
| Rákoskeresztúr, városközpont vá. – Pesti út – Zrínyi utca – Péceli út – Csabai út – Pesti út – Rákoskeresztúr, városközpont vá. |

## Megállóhelyei
| 0  | Rákoskeresztúr, városközpont végállomás | 46, 61, 61E, 62, 69, 69A, 80, 97, 98, 161, 198, 297, Keresztúr |
| 1  | Ferihegyi út                            | 46, 61, 61E, 62, 69, 69A, 80, 97, 98, 161, 198, 297, Keresztúr |
| 2  | Mezőtárkány utca                        | 161, Rákoskert                                                 |
| 3  | Oroszvár utca                           | 161, Rákoskert                                                 |
| 4  | Sági utca                               | 97, 161, 297, Rákoskert                                        |
| 5  | Tápióbicske utca                        | 97, 161, 297, Rákoskert                                        |
| 6  | Szabadság sugárút                       | 161, Rákoskert                                                 |
| 7  | Kucorgó tér                             | 97, 161, 297, Rákoskert                                        |
| 8  | Nagyszentmiklósi út                     | 161                                                            |
| 9  | Császárfa utca                          | 161                                                            |
| 10 | Regélő utca                             | 161                                                            |
| 11 | Alsódabas utca                          | 69A, 161                                                       |
| 13 | Csaba vezér tér                         | 69, 69A, 161                                                   |
| 13 | Óvónő utca                              | 69, 161                                                        |
| 14 | Eszperantó utca                         | 69, 69A, 161                                                   |
| 15 | Szabadság sugárút                       | 69, 69A, 161                                                   |
| 17 | Érpatak utca                            | 69, 69A, 161                                                   |
| 19 | Rákoskeresztúr, városközpont végállomás | 46, 61, 61E, 62, 69, 69A, 80, 97, 98, 161, 198, 297, Keresztúr |